# Cupa Moldovei 1992-1993
La Cupa Moldovei 1992-1993 è stata la seconda edizione della coppa nazionale disputata in Moldavia giocata tra l'autunno 1992 e la primavera del 1993. Vincitore della competizione è stato il Tiligul-Tiras Tiraspol

## Quarti di Finale
| Squadra 1              | Totale | Squadra 2              | Andata | Ritorno |
| ---------------------- | ------ | ---------------------- | ------ | ------- |
| Bugeac Comrat          | 0-1    | Nistru Otaci           | 0-0    | 0-1     |
| Olimpia Bălți          | 2-3    | Tiligul-Tiras Tiraspol | 2-2    | 0-1     |
| Constructorul Chișinău | 2-5    | FC Tighina             | 2-3    | 0-2     |
| Vilia Briceni          | 0-8    | Amocom Chișinău        | 0-6    | 0-2     |

## Semifinale
| Squadra 1    | Totale | Squadra 2              | Andata | Ritorno |
| ------------ | ------ | ---------------------- | ------ | ------- |
| FC Tighina   | 5-2    | Amocom Chișinău        | 3-1    | 2-1     |
| Nistru Otaci | 2-9    | Tiligul-Tiras Tiraspol | 1-1    | 1-8     |

## Finale
| Chișinău | Tiligul-Tiras Tiraspol | 1 – 0 | FC Tighina |  |